# Ochmacanthus reinhardtii
Ochmacanthus reinhardtii is een straalvinnige vissensoort uit de familie van de parasitaire meervallen (Trichomycteridae). De wetenschappelijke naam van de soort is voor het eerst geldig gepubliceerd in 1882 door Steindachner.